# Hyalomma marginatum
Hyalomma marginatum е сравнително едър кърлеж разпространен в Южна Европа, Азия и Африка. Жизненият цикъл от яйце до имаго продължава минимум за 14 седмици. Ларвните форми паразитират по дребни бозайници, птици и гущери. Гостоприемници за възрастните форми са едри бозайници, вкл. селскостопански животни, хора и техните домашни любимци.
Кърлежът е преносител на причинителите на много заболявания, които инокулира със своята слюнка при ухапване. Такива са заболяванията бабезиоза, рикетсиози, Ку-треска. Основен преносител е на причинителя на Конго-Кримска треска.